# Гермаковский сельский совет
Гермаковский сельский совет (укр. Гермаківська сільська рада) — входит в состав
Борщёвского района
Тернопольской области
Украины.
Административный центр сельского совета находится в 
с. Гермаковка.

## Населённые пункты совета
- с. Гермаковка